# Liste der kolumbianischen Botschafter beim Heiligen Stuhl
Die kolumbianische Botschaft befindet sich in der Via Cola di Rienzo, 285 in Rom.
| Ernannt / Akkreditiert | Name                          | Bemerkungen | ernannt von                | akkreditiert bei  | Posten verlassen |
| ---------------------- | ----------------------------- | --- | -------------------------- | ----------------- | ---------------- |
| 1824                   | Francisco Pablo Vázquez       | | Simón Bolívar              | Leo XII.          |                  |
| 1824                   | Agustín Gutiérrez y Moreno    | | Simón Bolívar              | Leo XII.          |                  |
| 1824                   | Ignacio Sánchez de Tejada     | am 26. November 1835 wurde er vom Kirchenstaat als kolumbianischer Geschäftsträger anerkannt und am 14. Dezember 1935 von Leo XII. zur Entgegennahme seines Akkreditierungsschreibens empfangen. | Simón Bolívar              | Leo XII.          | 1837             |
| 1837                   | Fernando Lorenzana            | | José Ignacio de Márquez    | Gregor XVI.       | 10. Juli 1840    |
| 1878                   | José María Quijano Wallis     | [ 1 ] | Julián Trujillo Largacha   | Leo XIII.         |                  |
| 1880                   | Sergio Camargo                | (* 26. Dezember 1832 in Iza, Boyacá; † 1907) 1877 geschäftsführender Präsident von Kolumbien, Agente confidencial ante la Santa Sede, | Rafael Núñez               | Leo XIII.         | 1882             |
| 1883                   | Joaquín Fernando Vélez        | (* 1828; † 1906) Gesandter, General | Francisco Javier Zaldúa    | Leo XIII.         | 1901             |
| 27. Nov. 1903          | Ignacio Guitérrez Ponce       | (* 31. Juli 1850 in Bogotá; † 1942 in Paris) außerordentlicher Gesandter und Ministre plénipotentiairein Sondermission um Pius X. zur Papstwahl im Namen der Regierung von José Manuel Marroquín zu gratulieren. Wurde am 30. September 1903 ernannt, kam am 2. November nach Rom, übergab am 27. November sein Akkreditierungsschreiben und verabschiedete sich am 3. Dezember 1903 offiziell. | José Manuel Marroquín      | Pius X.           | 3. Dez. 1903     |
| 1903                   | Nicolás Casas                 | (* 9. September 1854 in Bogotá; † 1906 in Paris) Geschäftsträger | José Manuel Marroquín      | Pius X.           | 1905             |
| 1905                   | Enrique Restrepo García       | (* 15. April 1854 Rionegro Antioquia; † 28. August 1918 in Bogotá, Cundinamarca) Gesandter, Sohn von Bárbara García Trujillo und Venancio Restrepo Villegas. | Rafael Reyes               | Pius X.           | 1906             |
| 1906                   | Carlos Cuervo Márquez         | (* 2. August 1857 in Bogotá; † 11. September 1930 in Mexiko) er war Außenminister, Innenminister, Kriegsminister und Bildungsminister Botschafter in Caracas, Havanna, Buenos Aires und Mexiko-Stadt donde murió ahito de la tibia leche del presupuesto nacional (wo er starb, anstatt Pensionsansprüche gegenüber dem Staatshaushalt geltend zu machen).                                      | Rafael Reyes               | Pius X.           | 1906             |
| Apr. 1909              | José María Rivas Groot        | (* 1863 in Bogotá; † 1923 in Rom) | Jorge Holguín              | Pius X.           | 1911             |
| 1911                   | Carmelo Arango Mangones       | Gesandter | Carlos Eugenio Restrepo    | Pius X.           | 1914             |
| 1914                   | Giuseppe Emmanuele Goenaga    | Gesandter | José Vicente Concha        | Benedikt XV.      | 1918             |
| 1919                   | Giuseppe Vincenzo Concha      | Gesandter | Marco Fidel Suárez         | Benedikt XV.      | 1929             |
| 1929                   | Silvio Cárdenas               | Geschäftsträger | Miguel Abadía Méndez       | Pius XI.          | 1931             |
| 1931                   | Carlos Eugenio Restrepo       | | Enrique Olaya Herrera      | Pius XI.          | 1934             |
| 1934                   | Andrea de Francisco Cabo      | Geschäftsträger | Alfonso López Pumarejo     | Pius XI.          | 1935             |
| 1935                   | Enrico Olaya Herrera          | | Alfonso López Pumarejo     | Pius XI.          | 1937             |
| 1937                   | Darío Echandía                | | Alfonso López Pumarejo     | Pius XI.          | 1942             |
| 1942                   | Ernesto Gaviria               | Geschäftsträger | Alfonso López Pumarejo     | Pius XI.          | 1944             |
| 1944                   | Carlo Arango Vélez            | | Alfonso López Pumarejo     | Pius XII.         | 1950             |
| 1950                   | Luis Ignacio Andrade          | | Laureano Gómez             | Pius XII.         | 1951             |
| 1951                   | Luis Enrique Uribe Cualla     | Geschäftsträger | Roberto Urdaneta Arbeláez  | Pius XII.         | 1952             |
| 1952                   | Giuseppe Antonio Montalvo     | | Roberto Urdaneta Arbeláez  | Pius XII.         | 1955             |
| 1955                   | Aurelio Caicedo Ayerbe        | | Gustavo Rojas Pinilla      | Pius XII.         | 1957             |
| 1957                   | Carlos Arango Vélez           | | Gabriel París Gordillo     | Pius XII.         | 1960             |
| 1960                   | Dario Echandía                | | Alberto Lleras Camargo     | Johannes XXIII.   | 1963             |
| 1963                   | José Antonio Montalvo         | | Guillermo León Valencia    | Paul VI.          | 1968             |
| 1969                   | Dario Echandia                | | Carlos Lleras Restrepo     | Paul VI.          | 1971             |
| 1971                   | Fernando Gómez Martínez       | | Misael Pastrana Borrero    | Paul VI.          | 1973             |
| 1973                   | Enrique Arrieta Lara          | Geschäftsträger | Misael Pastrana Borrero    | Paul VI.          | 1974             |
| 1974                   | Antonio Rocha                 | | Alfonso López Michelsen    | Paul VI.          | 1975             |
| 1975                   | José Joaquin Gori             | Geschäftsträger | Alfonso López Michelsen    | Paul VI.          | 1976             |
| 1976                   | Germán Arciniegas             | | Alfonso López Michelsen    | Paul VI.          | 1979             |
| 1979                   | Raimundo Emiliani Román       | | Julio César Turbay Ayala   | Johannes Paul II. | 1980             |
| 1980                   | Hugo Escobar Sierra           | | Julio César Turbay Ayala   | Johannes Paul II. | 1981             |
| 1981                   | Ricardo Triana Uribe          | Geschäftsträger | Julio César Turbay Ayala   | Johannes Paul II. | 1982             |
| 1982                   | José Manuel Rivas Sacconi     | | Belisario Betancur Cuartas | Johannes Paul II. | 1984             |
| 1984                   | Miguel Escobar Méndez         | | Belisario Betancur Cuartas | Johannes Paul II. | 1985             |
| 1985                   | Bernardo Gaitán Mahecha       | | Belisario Betancur Cuartas | Johannes Paul II. | 1986             |
| 1986                   | Guillermo Caballero Farfan    | Geschäftsträger | Virgilio Barco Vargas      | Johannes Paul II. | 1987             |
| 1987                   | Julio César Turbay Ayala      | | Virgilio Barco Vargas      | Johannes Paul II. | 1988             |
| 1988                   | Manuel Urueta                 | Geschäftsträger | Virgilio Barco Vargas      | Johannes Paul II. | 1989             |
| 1989                   | Fernando Hinestrosa Forero    | | Virgilio Barco Vargas      | Johannes Paul II. | 1991             |
| 1991                   | Hernando Durán Dussán         | | César Gaviria Trujillo     | Johannes Paul II. | 1994             |
| 1994                   | Julio César Turbay Ayala      | | Ernesto Samper Pizano      | Johannes Paul II. | 1998             |
| 1998                   | Guillermo León Escobar Herrán | | Andrés Pastrana Arango     | Johannes Paul II. | 2007             |
| 2007                   | Juan Gómez Martínez           | | Álvaro Uribe Vélez         | Benedikt XVI.     | 2010             |
| 2010                   | César Mauricio Velásquez Ossa | | Juan Manuel Santos         | Benedikt XVI.     | 2012             |
| 2012                   | Germán Cardona Gutiérrez      | | Juan Manuel Santos         | Benedikt XVI.     | 2015             |
| 2015                   | Héctor Isidro Arenas Neira    | Geschäftsträger | Juan Manuel Santos         | Franziskus        | 2015             |
| 2015                   | Guillermo León Escobar Herrán | | Juan Manuel Santos         | Franziskus        | 2017             |
| 2017                   | Betty Escorcia Baquero        | Geschäftsträgerin | Juan Manuel Santos         | Franziskus        | 2018             |
| 2018                   | Julio Aníbal Riaño Velandia   | | Iván Duque                 | Franziskus        |                  |